# Wandy Tworek
Wandy Tworek, född 25 juni 1913 i Köpenhamn, död 22 november 1990 i Sönder, Stenderup nära Kolding var en dansk violinist, känd som virtuos och humoristisk underhållare.
Han var son till polska föräldrar, som på väg till USA beslutade sig för att stanna i Danmark. Här fick han utbildning av bland andra Ebba Nissen och Erling Bloch, även Max Schlüter tillhörde hans läromästare. 
Han debuterade 1944 med Brahms violinkonsert, men hade redan från 15 års ålder varit engagerad på National Scala och Lorry, välkända, danska kabaretlokaler. Sitt folkliga genombrott fick han under sin tid i Zigeunerhallen i Köpenhamn. Han samarbetade under en period med Victor Borge i ett stort upplagt komiskt/musikaliskt nummer, med vilket de turnerade även i Sverige och Norge.
Wandy Tworek framträdde som solist vid danska radiosymfonikernas så kallade torsdagskonserter. Han uruppförde Bela Bartoks solosonat för violin i Skandinavien. Under 1950-talet turnerade han i Europa och USA.
Han spelade in ett stort antal 78-varvsskivor med såväl klassiska som populära verk. Ingen av dem ännu 2009 överförd till CD.
År 1979 publicerades Tworeks självbiografi ’’Mit Liv’’. Bogan 1979. ISBN 87-87533-96-0